# 卡塞格林反射鏡

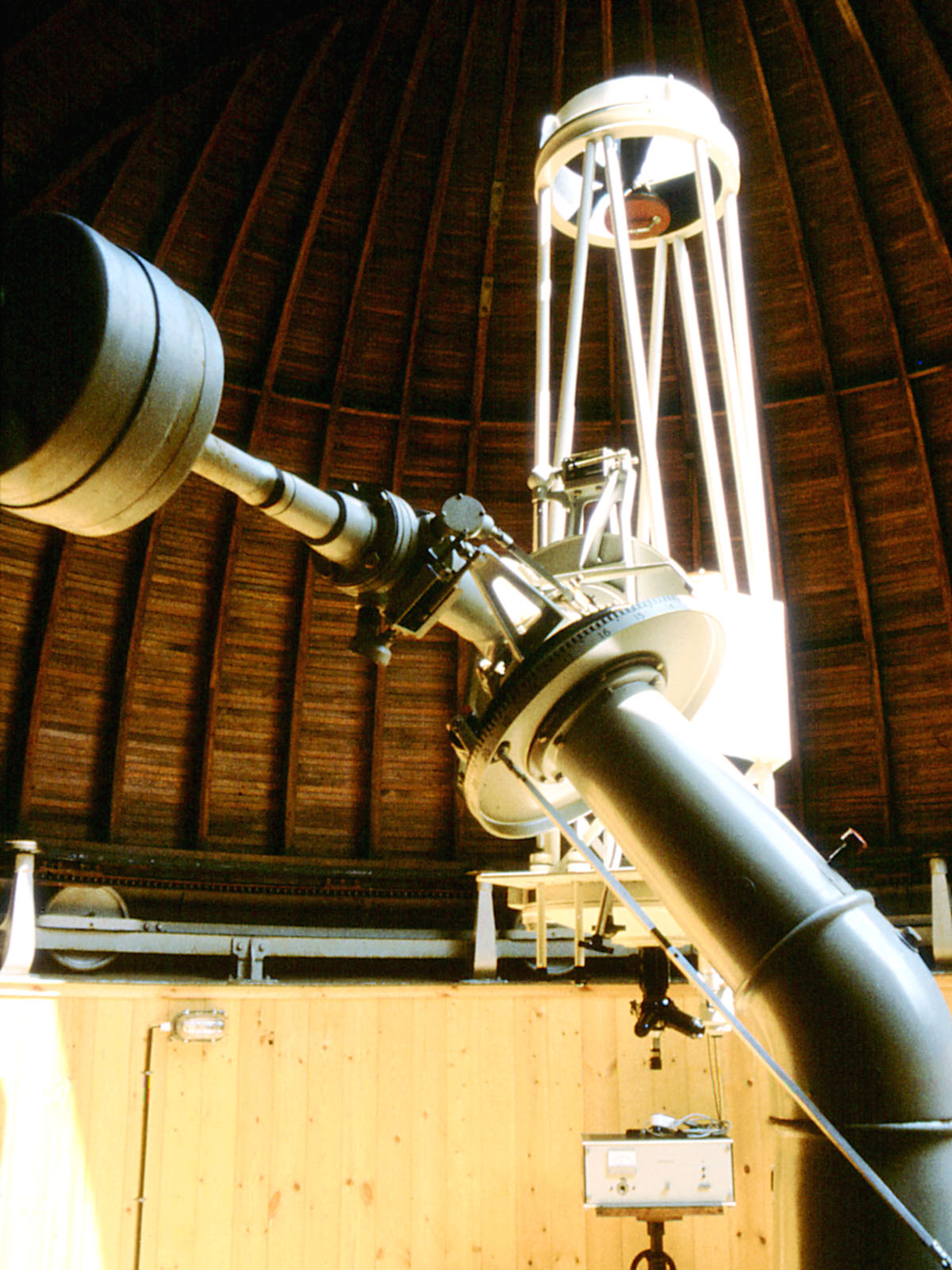
耶拿公共天文台50公分卡塞格林望遠鏡

卡塞格林反射鏡是一種由二個反射鏡片組合而成的光学结构。这种结构常用于望遠鏡当中，即卡塞格林望遠鏡；同时也用于设计高增益的天線。
在1672年，洛朗·卡塞格林首先發展出這型望遠鏡，主鏡是凹面鏡，次鏡是凸面鏡，兩個鏡片對稱的排列在光軸上，主鏡的中心通常會穿孔以讓光線通過而到達目鏡、照相機或感光元件。主鏡的型式是拋物面鏡，次鏡則是雙曲面鏡。
望遠鏡有三種基本的形式：折射式、反射式和折反射式，卡塞格林反射鏡屬於反射式的類別，但有些也會採用折反射式的設計。

## 卡塞格林的設計

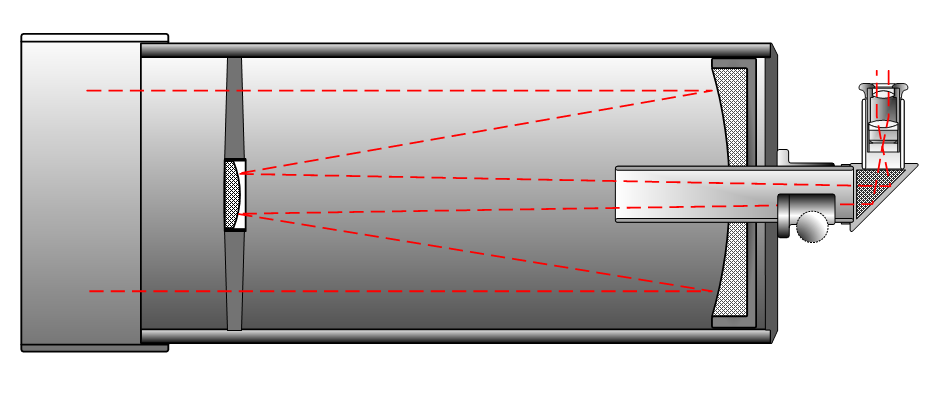
卡塞格林反射望遠鏡的光路圖

（註：平行原直徑進入+無 放大直徑 就返回光內容+水平離開 是3次飛行距離。）

### "傳統的"卡塞格林
"傳統的"卡塞格林望遠鏡有拋物面鏡的主鏡，和雙曲面的次鏡將光線反射並穿過主鏡中心的孔洞，折疊光學的設計使鏡筒的長度緊縮。在小望遠鏡和照相機的鏡頭，次鏡通常安裝在封閉望遠鏡鏡筒的透明光學玻璃板上的光學平台。這樣的裝置可以消除蜘蛛型支撐架造成的"星狀"散射效應。封閉鏡筒雖然會造成集光量的損失，但鏡筒可以保持乾淨，主鏡也能得到保護。
它利用雙曲面和拋物面反射的一些特性，凹面的拋物面反射鏡可以將平行於光軸入射的所有光線匯聚在單一的點上－焦點；凸面的雙曲面反射鏡有兩個焦點，會將所有通過其中一個焦點的光線反射至另一個焦點上。這一類型望遠鏡的鏡片在設計上會安放在共享一個焦點的位置上，以便光線能在雙曲面鏡的另一個焦點上成像以便觀測，通常外部的目鏡也會在這個點上。拋物面的主鏡將進入望遠鏡的平行光線反射並匯聚在焦點上，這個點也是雙曲線面鏡的一個焦點。然後雙曲面鏡將這些光線反射至另一個焦點，就可以在那兒觀察影像。

### 里奇-克萊琴式
里奇-克萊琴望遠鏡是一種特殊的卡塞格林反射鏡，它的兩個鏡片都是雙曲面鏡（取代了拋物面的主鏡），有效的消除了焦平面上的彗形像差和球面像差，使他有較廣的視野可以用於攝影的觀測。幾乎所有研究級的反射望遠鏡都是里奇-克萊琴式的設計。他是喬治·威利斯·里奇和亨利·克萊琴在1910年代發明的。

### 達爾-奇克漢式
達爾-奇克漢式卡塞格林望遠鏡由霍勒斯·達爾在1928年設計，並于1930年由當時的科學美國人編輯、業餘天文學家的艾倫奇克漢和艾伯特·G·英格爾寫成論文發表在該雜誌上。這種設計使用凹的橢圓面鏡做主鏡，凸的球面鏡做副镜。這樣的系統比传统卡塞格林式或里奇-克萊琴式系統都容易磨製，缺点是沒有修正離軸的彗差和畸變，所以離開軸心的影像品質會很快變差。但此缺陷對長焦比的影響較小，所以焦比在f/15以上的反射鏡仍會採用此種形式的設計。

### Schiefspiegler
離軸卡式("Schiefspiegler"或"kutter telescope")是一種不常見的卡塞格林反射鏡。此設計在理論上能避免中央遮光而導致的成像反差降低，亦能避免光路上遮擋而形成的衍射紋路。然而，該設計只能利用兩鏡角度去抵消彗差，而殘留著少許散光須要另行修正。 另外，這種設計為了能控制像差在可接受水平，合成焦比往往在f/20以上，限制了這種鏡只適合作高倍觀測(例如月面、行星)，而主副鏡須要是相同曲率，一凹一凸的球面鏡。

## 折反射卡塞格林式

### 施密特-卡塞格林式

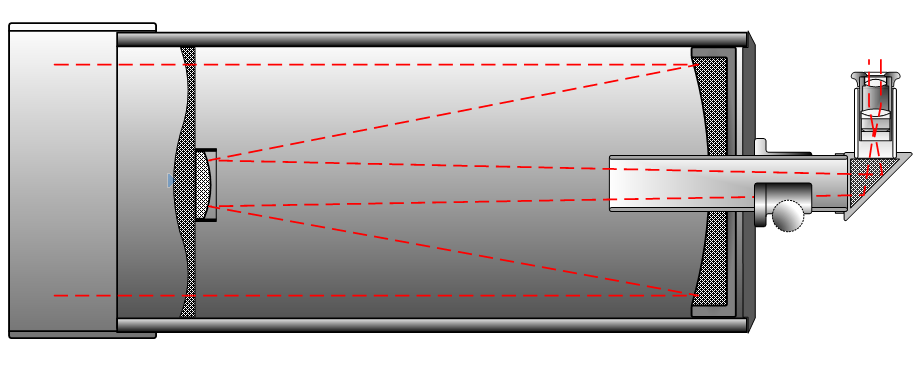
施密特-卡塞格林的光路

施密特-卡塞格林是傳統的廣視野望遠鏡，第一個光學元件是施密特修正板。這塊板的型狀是焦一面至於真空狀態下，經由確實的計算修正球面像差所需要的型狀後精密製造的。施密特-卡塞格林望遠鏡被業餘天文學家普遍的採用。

### 馬克蘇托夫-卡塞格林式

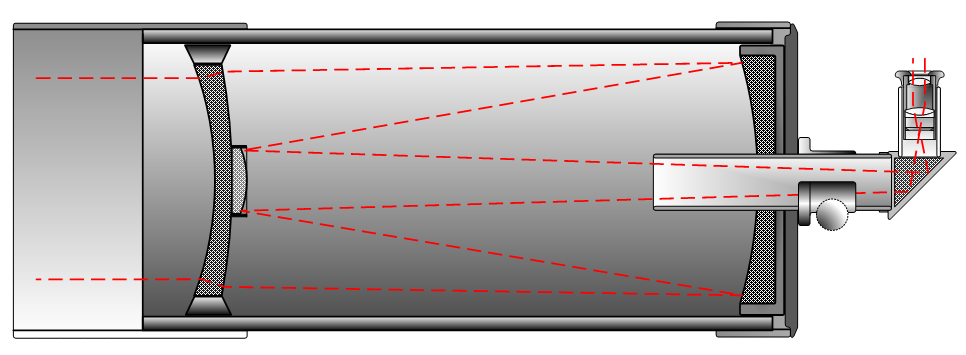
馬克蘇托夫-卡塞格林式的光路圖

馬克蘇托夫-卡塞格林是德米特里·德米特里耶維奇·馬克蘇托夫發明的馬克蘇托夫望遠鏡的變形，他使用中空的透明球面鏡做為修正透鏡。這型望遠鏡的主鏡是球面鏡，次鏡則是應用修正透鏡的一部分做成的。

### 阿古諾夫-卡塞格林望遠鏡
阿古諾夫-卡塞格林望遠鏡 所有的光學元件都是球面鏡，並將傳統卡塞格林的次鏡换成三個有空氣隙的透鏡。距離主鏡最遠的透鏡是曼京鏡（Mangin），並做為第二個鏡面的表面，在對向天空的一面有反射用的塗層。